# Concordiënboek

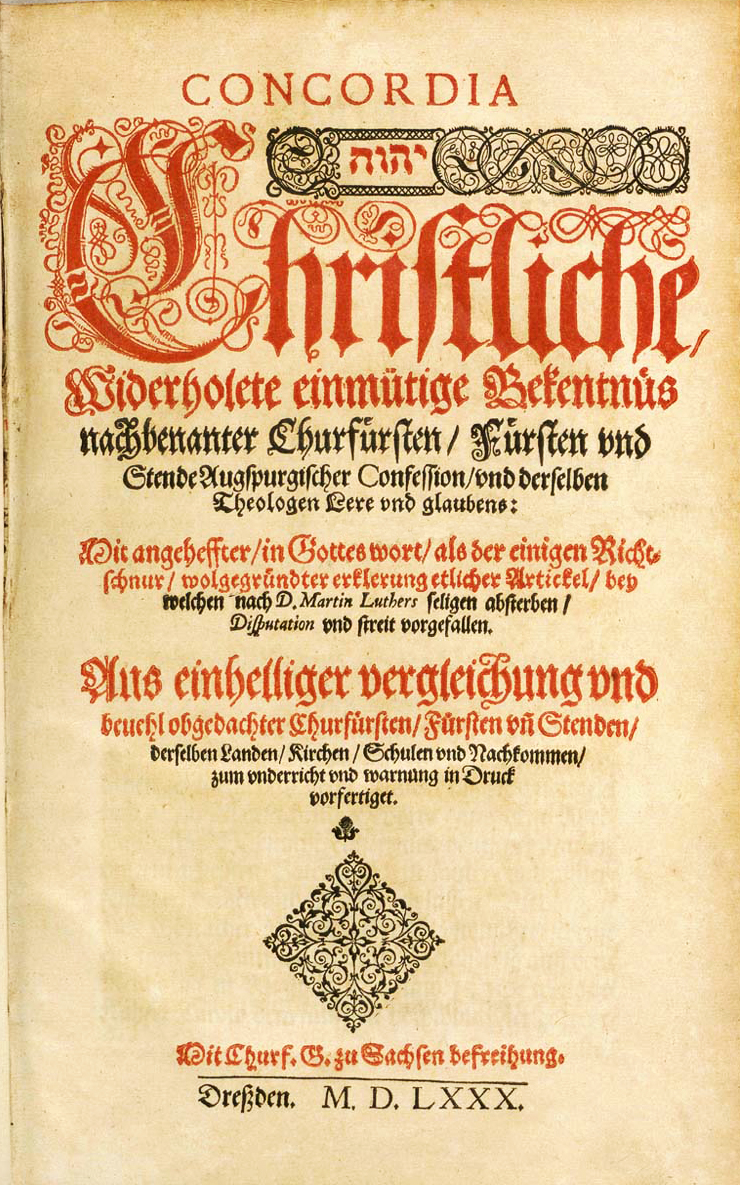
Titelpagina van de eerste uitgave van het Concordiënboek dat in 1580 in Dresden verscheen.

Het Concordiënboek (concordie, van het Latijnse concordiae = eenheid) is een verzameling van belijdenisgeschriften binnen het lutheranisme, die sinds de 16de eeuw als geloofsstandaard geldt binnen de (meeste) Evangelisch-Lutherse Kerken.
Het Concordiënboek werd samengesteld door de lutherse theologen Jakob Andreae en Martin Chemnitz, in opdracht van de lutherse vorsten binnen het Heilige Roomse Rijk, die een einde wilden maken aan de voortdurende twisten binnen de Lutherse Kerk die na de dood van Maarten Luther (1483-1546) waren uitgebroken. Na de acceptatie van de lutherse belijdenisgeschriften door de lutherse kerken ontwikkelden deze geschriften, gebundeld tot het Concordiënboek, zich tot doctrinaire standaard voor het Lutheranisme. De eerste uitgave van het Concordiënboek verscheen in 1580 in Dresden in het Duits. De originele, Latijnse tekst, verscheen eerst in 1584 in Leipzig. De inhoud van het Concordiënboek zet zich zowel af tegen het Rooms-katholicisme als het gereformeerd protestantisme en geeft een systematische uiteenzetting van de lutherse leer.
Tijdens de zestiende- en zeventiende eeuw, toen de lutherse orthodoxie haar hoogtepunt bereikte, werden alle lutherse predikanten geacht de inhoud van het Concordiënboek volledig te onderschrijven. Volgens de lutherse kerkelijke overheden stemde de inhoud van het boek woordelijk overeen met de Bijbel: tussen de twee bestond geen tegenspraak. Op seminaries werd veel tijd besteed aan onderwijs uit het Concordiënboek, waaruit zowel uit het Duits als het Latijn werd onderwezen. Ook in andere landen dan in de lutherse Duitse staten, waar het lutheranisme staatsgodsdienst werd, werd het Concordiënboek aanvaard als doctrinaire standaard. Tijdens de Verlichting nam de invloed van het Concordiënboek onder lutherse geestelijken sterk af. Tegenwoordig neemt het Concordiënboek binnen veel lutherse kerken nog een voorname plaats in, maar hoeft men de inhoud niet meer volledig te onderschrijven. Kleinere, confessioneel-lutherse kerken, onderschrijven de inhoud van het Concordiënboek nog volledig (waaronder twee Amerikaanse lutherse kerkgenootschappen). De grootste Lutherse kerk die de inhoud van het Concordiënboek volledig onderschrijft is de Evangelisch-Lutherse Kerk van Finland.

## Inhoud
De volgende geloofsbelijdenissen en belijdenisgeschriften maken deel uit van het Concordiënboek:
- Inleiding (1579)
- De drie Oecumenische geloofsbelijdenissen:
  - Apostolische geloofsbelijdenis
  - Geloofsbelijdenis van Nicea-Constantinopel
  - Geloofsbelijdenis van Athanasius
- De lutherse belijdenisgeschriften:
  - (Onveranderde) Confessio Augustana (1530)
  - Apologia Confessionis Augustanae (1531)
  - Schmalkaldische artikelen (1537)
  - Traktaat over het Gezag en Primaatschap van de Paus (1537)
  - Kleine Catechismus van Maarten Luther (1528)
    - Luther's Boek over het Huwelijk (1529) en Luther's Boek over de Doop (1526)

(in een aantal uitgaven)
- - Grote Catechismus van Maarten Luther
  - Formula Concordiae (1577)

De Evangelisch-Lutherse Kerk in het Koninkrijk der Nederlanden neemt niet alle lutherse belijdenisgeschriften uit het Concordiënboek over. De belijdenisgeschriften van de Nederlandse Lutheranen (naast de drie oecumenische geloofsbelijdenissen):
- (Onveranderde) Confessio Augustana (1530)
- Apologia Confessionis Augustanae (1531)
- Kleine Catechismus van Maarten Luther (1528)
- Grote Catechismus van Maarten Luther

## Online uitgaven

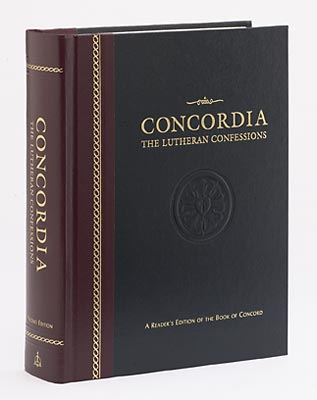
Uitgave van Concordia Press

- (de)  Baumgarten, Siegmund Jakob Konkordienbuch
- (en)  1851 Henkel Book of Concord, eerste editie
- (en)  1854 Henkel Book of Concord, tweede editie
- (en)  1911 Jacobs "People's edition" Book of Concord
- (en)  1921 Bente Concordia Triglotta
- (en)   1921 Bente Concordia Triglotta
- (en)  1959 Tappert Book of Concord (Google boeken)
- (en)  2000 Kolb-Wengert Book of Concord (Google boeken)